# Hamster Corporation
Hamster Corporation (株式会社 ハ ム ス タ ー?, Kabushiki-gaisha Hamusutā)) è un editore giapponese di videogiochi, con sede a Setagaya, Tokyo, Giappone. La divisione di giochi EMI è stata scorporata nel novembre 1999, con la creazione di Hamster Corporation.
Sul PlayStation Store giapponese, sono distribuiti più di 200 titoli a marchio Arcade Archives e 108 con il marchio ACA Neo Geo. Hamster Corporation ha acquisito i diritti per i videogiochi Nihon Bussan nel marzo 2014 e alcuni diritti dei videogiochi UPL nel maggio 2016, NMK nel giugno 2017, Video System nel marzo 2018 e Allumer nel febbraio del 2023.

## Giochi pubblicati

### PlayStation
- Raiden
- Raiden DX
- Sonic Wings Special
- Shienryu
- Crazy Climber
- Moon Cresta
- The Conveni
- The Conveni 2

### PlayStation 2
- Crazy Climber
- Moon Cresta
- Terra Cresta
- The Conveni 3
- The Conveni 4

### PlayStation 3
- BandFuse: Rock Legends

### PlayStation 4
- Archiviazioni Arcade
- Sudoku Per Nikoli

### PlayStation Portatile
- Sudoku Per Nikoli

### PlayStation Vita
- Sudoku Per Nikoli V

### PlayStation Mobile
- Magic Arrows
- Appli Archives

### Wii
- Ninja JaJaMaru-kun
- Ninja-Kid
- Exerion
- Crazy Climber
- Moon Cresta

### Wii U
- Ninja JaJaMaru-kun

### Nintendo 3DS
- Ninja JaJaMaru-kun
- Sudoku Per Nikoli 3D
- AZITO

### Xbox 360
- The Conveni 200X